# Стриж (поезд)
«Стриж» — товарное название скоростных поездов локомотивной тяги Talgo Intercity (Talgo 9), приобретённых ОАО «РЖД» для эксплуатации на российских и европейских железных дорогах, но по причине наложенных Евросоюзом санкций — выведенных из эксплуатации в 2022 году и законсервированных. Является адаптированным к России проектом испанского поезда Talgo Intercity (Тальго), который с успехом используется на железных дорогах Европы и Азии. Брендовое название поезда продолжило традицию присваивать скоростным поездам имена птиц («Сокол», «Буревестник», «Сапсан», «Ласточка», «Финист», «Иволга», «Соловей»).
Одной из особенностей поезда «Стриж» является возможность его подачи только к низкой платформе. Кроме того, вагоны данного поезда имеют одноосные колёсные тележки, которые, будучи элементом конструкции одного вагона, одновременно являются опорой для следующего.

## История
В четвёртом квартале 2014 года планировалось запустить новый экспресс, Москва — Киев из вагонов Talgo, способный преодолеть расстояние в 855 км между столицами России и Украины за 7 часов. Ведомые электровозом ЭП20 поезда способны развивать максимальную скорость 200 км/ч. Ускоренный поезд планировался дважды в сутки в обоих направлениях без ночных переездов. В каждый из четырёх составов предполагалось включать 20 вагонов, из которых 16 предназначены для перевозки пассажиров, в двух вагонах — ресторан и бистро, ещё два обеспечивают автономную энергетику всех систем жизнеобеспечения поезда. Вагоны с системой принудительного наклона кузова оборудованы Wi-Fi, кондиционерами, системой электрического воздушного отопления и биотуалетами, вагоны класса «люкс» — также и душевыми. Всего в поезде планировалось 414 сидячих мест, включая специальные для инвалидов-колясочников. Полная модернизация 502,5-километрового участка МЖД от Москвы до Зёрново (российско-украинская граница) для прохождения его ускоренным поездом за 4 часа без резерва времени оценена заместителем главного инженера МЖД Виктором Блиновым в 12 млрд рублей.
После начала российско-украинского конфликта в 2014 году и как следствие резкого снижения пассажиропотока между Москвой и Киевом (к 2016 году на линии между столицами России и Украины остался один поезд) от проекта было решено отказаться. Вместо него «Стрижи» с 1 июня 2015 года начали курсировать в Нижний Новгород (до 7 раз в сутки), а с 2017 года на поездах «Стриж» организовано ускоренное движение по маршруту Москва — Минск — Варшава — Берлин. Расстояние в 1896 км поезд, курсирующий два раза в неделю, способен преодолевать за 20,5 часов с остановками в Минске, Бресте и Варшаве и других городах. Пограничная проверка в целях ускорения графика планировалась в пути. Однако из-за позиции польской стороны, устроившей незапланированную 45-минутную стоянку в Тересполе для пограничного, таможенного контроля и замедления графика движения по Польше общее время в пути от Москвы до Берлина составило 22 часа. Расстояние в пределах полигона МЖД от Белорусского вокзала до станции Красное на российско-белорусской границе (487 км) «Стриж» преодолевает за 4,5 часа; в перспективе, по мере реконструкции и обновления инфраструктуры, за 4 часа. С 16 марта 2020 года поезд Москва — Берлин отменён в связи с пандемией COVID-19, а составы начали эксплуатацию на внутренних маршрутах Санкт-Петербург — Москва — Самара.
С 10 марта 2022 года все рейсы поездов «Стриж» были отменены, на маршруте Нижний Новгород — Москва их заменили «Ласточки», на маршруте Санкт-Петербург — Самара их заменил скорый поезд № 063В/063Й. В качестве причины отмены были названы санкции, введённые в отношении России со стороны Евросоюза («Стрижи» обслуживались испанской компанией Talgo).

## Маршруты
Для России закуплены только промежуточные вагоны Talgo (модель Talgo 9) для обращения на локомотивной тяге. В качестве локомотива используются российские локомотивы ЭП20, ЭП2К (маршрут СПб — Самара — СПб, на участке Саранск — Самара), ТЭП70БС (маршрут СПб — Самара — СПб, на участке Арзамас — Саранск).
Наличие возможности использовать локомотив, работающий на разных системах тока, на участке Москва — Нижний Новгород является неотъемлемым требованием, поскольку участок Москва — Владимир работает на постоянном токе, а участок Владимир — Нижний Новгород — на переменном и у не скоростных поездов данного направления во Владимире происходит смена локомотива.

### Москва — Нижний Новгород
С 1 июня 2015 года на маршруте Москва — Нижний Новгород (442 км) скоростной поезд «Стриж» заменил курсировавший там 5 лет высокоскоростной поезд «Сапсан», при этом время в пути сократилось с 4 ч до 3 ч 35 мин. Обещалось, что с 2017 года поезда «Стриж» будут доезжать от Москвы до Нижнего Новгорода с учётом остановок за 3 часа 20 минут, по факту на 2018 год — 3 часа 43 минуты.
По пути поезд делал остановки в Дзержинске, Коврове и Владимире. На этих станциях построили новые низкие платформы (кроме ст. Ковров I, где нет высоких платформ).
11 августа 2015 года поездами «Стриж» на данном направлении был перевезён 200-тысячный пассажир, 8 сентября — 300-тысячный пассажир, 11 ноября — 500-тысячный пассажир.
7 апреля 2016 года на Курский вокзал Москвы прибыл миллионный пассажир скоростного поезда «Стриж». От имени «Федеральной пассажирской компании» миллионного пассажира и его семью поздравил генеральный директор компании Пётр Иванов.
В июле 2016 года пассажиропоток составил 114,9 тыс. человек, что на 18 % превысило показатель 2015 года. Средняя наполняемость вагонов в июле составляла 76 %. В первые семь месяцев 2016 года на московском направлении самым востребованным стал поезд «Стриж» № 703, который отправляется из Нижнего Новгорода в 07:36, и перевёз 67,2 тыс. человек. В Нижегородском направлении наибольшее количество пассажиров воспользовалось поездом № 712, который отправляется в 18:35 — 76,6 тыс. человек. В день отправлялось от 4 до 7 пар поездов. Максимальная скорость составляла 200 км/ч.
По состоянию на 2016 год состояние пути и контактной сети на некоторых участках позволяло поездам двигаться быстрее. Однако действующие устройства сигнализации, централизации и блокировки (СЦБ) не давали возможности двигаться на перспективных скоростях: «Стриж» трудно вовремя остановить при необходимости. Предполагалось, что после введения в эксплуатацию информационной системы «Комплекс» на участках Петушки — Мстёра и Вязники — Денисово поезда смогли бы преодолевать отметку в 160 км/ч, но на практике это реализовано не было.
Отменён 10 марта 2022 года по причине наложенных Евросоюзом санкций на неопределённый срок. Все составы законсервированы.

### Москва — Варшава — Берлин
17 декабря 2016 года с Курского вокзала столицы РЖД запустили поезд «Стриж» по маршруту Москва — Берлин, проходя через Варшаву (1798 км). Поезд курсировал 2 раза в неделю (по субботам и воскресеньям). Время в пути составляло 20 часов 14 минут.
С 11 июня 2017 года все скоростные поезда «Стриж» сообщением Москва-Берлин отправлялись с Белорусского вокзала.
С 16 марта 2020 года поезд отменён в связи с пандемией COVID-19.

### Санкт-Петербург — Москва — Нижний Новгород — Самара
На маршруте использовался состав от поезда «Стриж» Москва — Берлин (с преобладанием спальных мест), который был отменён в связи с пандемией COVID-19. До Самары поезд курсировал каждые 2 дня, а до Москвы — каждые 4 дня. Время в пути до / из Самары составляло 19 ч 40 мин. Время до Москвы составляло 5 ч. 30 м, а из Москвы 9 ч 39 мин.
С 21 августа 2020 года «РЖД» запустили поезд «Стриж» по маршруту Санкт-Петербург (Ладожский вокзал) — Москва (Курский вокзал) — Нижний Новгород (Стригино) — Саранск — Самара.
С 15 марта 2021 года поезд «Стриж» по маршруту Санкт-Петербург — Самара — Санкт-Петербург следовал через Москву без остановки (до постройки вокзала «Восточный»), а с 16 марта 2021 года «РЖД» перевели поезд «Стриж» по маршруту Санкт-Петербург — Москва — Санкт-Петербург на Киевский вокзал Москвы. При отправлении из Москвы поезд менял номер на 111М, становясь «скорым» (ранее поезд имел категорию «скоростной»).
Отменён 10 марта 2022 года по причине наложенных Евросоюзом санкций на неопределённый срок. Все составы законсервированы.
| Дистанция                                      | Дистанция | Дистанция                                                                       | Остановки в пути следования                                                                                  | Протяжённость | Время в пути               | Тип поезда                    | Периодичность                                                                  |
| ---------------------------------------------- | --------- | ------------------------------------------------------------------------------- | --- | ------------- | -------------------------- | ----------------------------- | ------------------------------------------------------------------------------ |
| Текущие маршруты                               |           |                                                                                 | |               |                            |                               |                                                                                |
| Отменённые маршруты                            |           |                                                                                 | |               |                            |                               |                                                                                |
| Москва Восточный вокзал Локомотив Черкизовская | ↔         | Нижний Новгород Московский вокзал Нижегородская городская электричка Московская | Владимир, Ковров, Дзержинск                                                                                  | 442 км        | 3 ч. 35 мин.               | с преобладанием сидячих мест  | Ежедневно (ОТМЕНЁН)                                                            |
| Санкт-Петербург Ладожский вокзал Ладожская     | ↔         | Самара                                                                          | Москва, Владимир, Ковров, Дзержинск, Нижний Новгород (Стригино), Арзамас-1, Красный Узел, Саранск, Сызрань-1 | 1856 км       | 19 ч. 40 м.                | с преобладанием спальных мест | Каждые 2 дня (ОТМЕНЁН)                                                         |
| Санкт-Петербург Ладожский вокзал Ладожская     | ↔         | Москва Киевский вокзал                                                          | без остановок                                                                                                | 657 км        | 5 ч. 30 мин. / 10 ч. 39 м. | с преобладанием спальных мест | Каждые 4 дня (ОТМЕНЁН)                                                         |
| Москва Белорусский вокзал                      | ↔         | Берлин Берлин-Центральный S3, S5, S7, S9                                        | Смоленск, Орша, Минск, Брест, Тересполь, Варшава, Познань, Жепин, Франкфурт-на-Одере, Берлин-Восточный       | 1787 км       | 23 ч.                      | с преобладанием спальных мест | Туда по пятницам и воскресеньям, обратно по субботам и понедельникам (ОТМЕНЁН) |

- Отправление поезда сообщением Москва — Нижний Новгород с Курского вокзала Москвы с электровозом ЭП20
- Поездка в поезде сообщением Москва — Берлин. Обзор салона
- Поезд Стриж сообщением Самара — Санкт-Петербург с электровозом ЭП20 следует со скоростью порядка 200 км/ч

## Происшествия
19 июня 2017 года прибывающий из Нижнего Новгорода к платформе Курского вокзала «Стриж» совершил касательное столкновение с пригородным электропоездом ЭР2Р. Благодаря низкой маневровой скорости подхода состава к станции жертв удалось избежать. Вероятной причиной столкновения послужила неисправность стрелочного перевода.

## Интерьер вагонов
- В салоне вагона 1 сидячего класса
- В кафе-баре поезда Москва-Берлин
- В баре-ресторане скоростного поезда «Стриж»
- В купе 2 класса